# Central de Autobuses de Primera Clase de Oaxaca
La Central de Autobuses de Primera Clase de Oaxaca, más conocida como la Central de Autobuses de Oaxaca, es una terminal de autobuses, cuenta con servicios de primera clase, del tipo ejecutivo, y de lujo. Se encuentra en la ciudad capital del estado de Oaxaca. En ella prestan servicio: Autobuses de Oriente (ADO), Ómnibus Cristóbal Colón (OCC), ADO GL, ADO Platino, Autobuses Unidos (AU) y Autobuses Cuenca.

## Ubicación
Se encuentra ubicado en la Calle 5 de Mayo No 900 Esquina con Niños Héroes entre la Calzada Porfirio Díaz y la Calzada Eduardo Vasconcelos, a 3 cuadras del estadio de Béisbol.
A pocas calles esta el parque El Llano o paseo Benito Juárez.
Y muy cercano del Hotel Oaxaca Inn Express.

## Historia
En 1950 se integran otros permisionarios aportando permisos y rutas a Veracruz, Coatzacoalcos y se inician servicios a Oaxaca se inauguró la Terminal ADO Oaxaca.
En mismo año adquirió los derechos de la SOCIEDAD DE AUTOBUSES DEL SURESTE, en esa empresa recorría la ruta México Río Frío, Puebla, Matamoros, Oaxaca y la carretera Panamericana, sus autobuses eran conocidos como la Pinta, la Niña y la Santa María, las tres carabelas que lleva su nombre por lo cual se inauguró la Terminal Ómnibus Cristóbal Colón Oaxaca. 
En 1976 se realizó un intercambio de acciones y derechos, originando varios convenios, OCC podía desplazar sus corridas por Córdoba, y ADO entró con sus corridas a Oaxaca.

## Especificaciones de la Terminal
- Número de andenes: 19
- Espacios de aparcamiento de autobuses: 5
- Superficie total de la terminal:
- Servicio de Estacionamiento:si
- Número de taquillas: 10
- Número de locales comerciales: 12
- Salas de espera: 3

## Destinos
| Línea de Autobuses            | Destinos |
| ----------------------------- | --- |
| Autobuses de Oriente ADO      | Acayucan, Asunción Nochixtlán, Campeche, Cancún, Cárdenas, Chetumal, Ciudad del Carmen, Coatzacoalcos, Córdoba, Cosamaloapan, Huatulco, Jalapa de Marqués, Juchitán de Zaragoza, Loma Bonita, Matías Romero, Mérida CAME, México TAPO, México Norte, Minatitlán, Orizaba, Pachuca, Playa del Carmen, Pochutla, Puebla CAPU, Puerto Escondido, Santa Cruz, Tehuacán, Tehuantepec, Tierra Blanca, Tlalnepantla, Trinidad de Viguera, Tulum, Tuxtepec, Veracruz CAVE, Villahermosa, Xalapa. |
| Ómnibus Cristóbal Colón OCC   | Asunción Nochixtlán, Arriaga, Cacahuatepec, Chahuites, Cintalapa, Comitán, Córdoba, Huatulco, Huixtla, Ixtaltepec, Ixtepec, Jalapa de Marqués, Juchitán de Zaragoza, Lagunas, Matías Romero, México Central TAPO, México Central Norte, México Central Taxqueña , Pijijiapan, Pinotepa Nacional, Pochutla, Puebla CAPU, Puerto Escondido, Putla, Reforma de Pineda, Salina Cruz, San Cristóbal de las Casas, San Francisco Ixhuatán, San Pedro Amuzgos, Santa María Zacatepec, Santiago Astata, Santo Domingo Ingenio, Tapachula, Tapanatepec, Tehuacán, Tehuantepec, Tlaxiaco, Tonalá, Trinidad de Viguera, Tuxtla Gutiérrez, Unión Hidalgo, Veracruz, Xalapa, Zanatepec. |
| ADO Platino/GL                | Huatulco, Huixtla, México Central TAPO, México, Central Norte, México Terminal Ejecutiva Sur, Puebla CAPU, Salina Cruz, San Cristóbal de las Casas, Tlalnepantla, Tuxtla Gutiérrez, Veracruz CAVE, Xalapa. |
| Autobuses Estrella de Oro     | Acapulco Cuauhtémoc, Chilpancingo, Cuernavaca. |
| Autobuses Unidos AU           | Acayucan, Coatzacoalcos, Minatitlán, Orizaba, Puebla CAPU, Tehuacán, Trinidad de Viguera, Cerro Machín, Ixtlán, Tuxtepec, Valle Nacional. |
| Autotransporte Cuenca Express | Cerro Machín, Chiltepec, La Esperanza, Ixtlán De Juárez, Tuxtepec, Valle Nacional. |
| Autobuses SUR                 | Arriaga, Chahuites, Jalapa de Marqués, Juchitán de Zaragoza, Salina Cruz, Tapanatepec, Tehuantepec, Zanatepec. |

## Transporte Público de pasajeros
- Servicios de Taxi